# Ematurga artemisiaria
Ematurga artemisiaria är en fjärilsart som beskrevs av Fuessl. 1782. Ematurga artemisiaria ingår i släktet Ematurga och familjen mätare. Inga underarter finns listade i Catalogue of Life.